# Panini-csoport
A Panini-csoport jelentős nemzetközi vállalatcsoport, melynek székhelye Olaszországban, Modenában található. A céget 1961-ben a Panini testvérek alapították. A csoportnak négy nagy alegysége van: matrica- és sportkártya gyártás és forgalmazás, képregény nyomtatás, képregény-terjesztés (Pan Distribuzione) illetve egy média csoport (Panini Interactive), mely internetes és multimédiás projektekkel foglalkozik.

## Története
Benito és Giuseppe Panini 1945-ben először egy újságos-standot nyitott a modenai Corso Duomón, majd 1954-ben elkezdte működését a Panini Fivérek Hírlapterjesztő Iroda is. 1960-ban egy milánói cég kitalálta a gyűjthető, ragasztható matricák sorozatának ötletét, de ezt piacra dobni nem tudták. Az ötletet és a már legyártott matricákat a Panini testvérek felvásárolták, kettes csomagokban pedig tíz líráért árusították. Hozzávetőlegesen egy év alatt mintegy hárommillió matrica-csomagot adtak el. A sikert látva 1961-ben Giuseppe Panini megalapította a kifejezetten matrica gyártással és forgalmazással foglalkozó Panini-t, a céghez még abban az évben betársult testvére, Benito Panini is. A cég a saját maguk által gyártott matricákból 1961-ben 15 millió darabot, a rákövetkező évben pedig mintegy 29 millió darabot értékesített. 1963-ban további két fivérük, Franco és Umberto Panini is betársult a vállalathoz. A Panini család irányítása alatt a cég az elkövetkező évtizedekben fokozatos növekedéssel, 1988-ban elérte a 100 milliárd lírát meghaladó éves forgalmat.
A vállalatot 1988-ban eladták a Maxwell Groupnak. 1992-ben a Bain Gallo Cuneo és a De Agostini cégek vásárolták fel. Két év múlva a Panini csatlakozott a Marvel Entertainment Grouphoz.
1999. október 8-án a Paninit megvásárolta a Vittorio Merloni tulajdonában álló Fineldo S.p.A. nevű olasz vállalatcsoport. A cég központja mindvégig Modenaban maradt.
2014-ben a cégnek több mint 1000 dolgozója volt, több mint 120 országban folytattak értékesítést. A cég éves bevétele ekkor 751 millió euró volt.
Jelenleg a csoportnak az olaszországi központon kívül további 12 leányvállalata (Chile, Brazília, Mexikó, USA, Egyesült Királyság, Spanyolország, Franciaország, Hollandia, Svájc, Németország, Törökország, Oroszország) és egy 2008-ban megnyitott képviseleti irodája van (Lengyelország).